# Alzano Lombardo
Alzano Lombardo é uma comuna italiana da região da Lombardia, província de Bérgamo, com cerca de 12.065 habitantes. Estende-se por uma área de 13,43 km², tendo uma densidade populacional de 898 hab/km². Faz fronteira com Nembro, Ponteranica, Ranica, Villa di Serio, Zogno.

## Demografia
| Variação demográfica do município entre 1861 e 2011                               |
|                                                                                   |
| Fonte: Istituto Nazionale di Statistica (ISTAT) - Elaboração gráfica da Wikipedia |